# Ciliatovelutina lanigera
Ciliatovelutina lanigera is een slakkensoort uit de familie van de Velutinidae. De wetenschappelijke naam van de soort is voor het eerst geldig gepubliceerd in 1842 door Møller.